# Divisions administratives de Liège
 (janvier 2021).
Si vous disposez d'ouvrages ou d'articles de référence ou si vous connaissez des sites web de qualité traitant du thème abordé ici, merci de compléter l'article en donnant les références utiles à sa vérifiabilité et en les liant à la section « Notes et références ».
La commune de Liège est divisée en sections qui sont elles-mêmes divisées en quartiers administratifs. Liège recèle aussi de nombreux lieux-dits et sous-quartiers populaires.

## Sections
| Angleur | Bressoux | Chênée |

| Glain | Grivegnée | Jupille-sur-Meuse |

| Liège | Rocourt | Sclessin |

| Wandre |

Sections de Liège.

La commune de Liège compte 10 sections. Les anciennes communes d'Angleur, Bressoux, Chênée, Glain, Grivegnée, Jupille-sur-Meuse, Rocourt et Wandre furent intégrées à la ville de Liège ainsi qu'un ancien quartier d'Ougrée, Sclessin, et quelques rues d'Ans, Saint-Nicolas et Vottem), lors de la fusion des communes en 1977[réf. nécessaire].

### Angleur
L'ancienne commune d'Angleur, composée des quartiers d'Angleur, Kinkempois et de l'ancien village du Sart-Tilman, fut rattachée à la commune de Liège en 1977 lors de la fusion des communes.

### Bressoux
L'ancienne commune de Bressoux, composée des quartiers de Bressoux et Droixhe, fut rattachée à la commune de Liège en 1977 lors de la fusion des communes.

### Grivegnée
L'ancienne commune de Grivegnée, composée des quartiers de Bois-de-Breux et Grivegnée, fut rattachée à la commune de Liège en 1977 lors de la fusion des communes.

### Liège
Il s'agit de l'ancienne  commune de Liège qui se trouve sur la rive gauche de la Meuse. Cette section est divisée en plusieurs quartiers administratifs : Amercœur, Burenville, le Centre, Cointe, les Guillemins, le Laveu, le Longdoz, le Nord, Outremeuse, Saint-Laurent, Sainte-Marguerite, Sainte-Walburge, le Thier-à-Liège et les Vennes. Étant également la ville historique, la section de Liège comporte de nombreux lieux-dits et sous-quartiers : Avroy, Le Carré, Coronmeuse, Féronstrée et Hors-Château, Fétinne, Fond Pirette, Naimette-Xhovémont, L'îlot Saint-Michel, Pierreuse, Quartier latin, Saint-Gilles, Saint-Léonard et les Terrasses.